# Вільні (фільм)
«Вільні» («Footloose») — американська музична кінодрама 1984 року, знята режисером Гербертом Россом.

## Сюжет
Уродженець Чикаго Рен Маккормак і його мати Етель переїжджають у маленьке містечко Бомонт на південному заході США, щоб жити з тіткою і дядьком Рена. Під час відвідин церкви Рен знайомиться з преподобним Шоу Муром, його дружиною Ві та донькою Еріел. Еріел нерозважливо наражає своє життя на небезпеку, бунтуючи проти суворого релігійного настрою свого батька, чим приводить у лють своїх подруг і бойфренда Чака Кренстона.
У школі Рен заводить дружбу з Віллардом Г'юїттом і дізнається, що міська рада заборонила танці та рок-музику в межах міста. Незабаром він закохується в Еріел. Після обміну образами з Чаком Рен бере участь у перегонах на тракторах, які йдуть на взаємне зіткнення. Рен виграє, коли шнурок застряє в педалі й не дає йому зістрибнути з трактора. Преподобний Шоу не довіряє Рену і забороняє Еріел бачитися з ним.
Бажаючи потішити друзів, Рен відвозить Еріел, Вілларда і найкращу подругу Еріел Расті до заміського бару, розташованого за 100 миль від Бомонта. Віллард не вміє танцювати й з ревнощів вплутується в бійку з людиною, яка танцює з Расті. Дорогою додому хлопці перетинають міст, і Еріел розповідає історію про те, як її старший брат загинув тут в автокатастрофі, перебуваючи за кермом під впливом алкоголю після нічних танців. Ця ДТП зруйнувала життя її батька, і змусила міську раду ввести заборону на алкоголь, наркотики та танці. Вдома Еріел починає відкрито скандалити з батьком. Рен вирішує домогтися від муніципалітету дозволу на проведення в середній школі випускного вечора.
Віллард переживає через своє невміння танцювати з Расті, тому Рен дає йому приватні уроки після уроків. Біля трибун стадіону Чак конфліктує з Еріел з приводу її почуттів до Рена. Еріел дає Чаку ляпаса, той вдаряє її у відповідь, збиваючи її з ніг, після чого садиться. Еріел ще більше загострює ситуацію, схопивши трубу і почавши розбивати фари пікапа Чака. Зав'язується бійка, в якій Чак бере гору. Він їде, заявивши Еріел на прощання, що між ними все одно все скінчено. Рен допомагає Еріел привести себе до ладу і відвозить додому. Тієї ж ночі невідомі кидають у вікно Рена цеглу з написом «Гори в пеклі», що змушує дядька розлютитися через його зухвалу поведінку. Етель зізнається, що її звільнив бос за вчинки Рена, але каже синові, щоб той відстоював праве діло.
Завдяки допомозі Еріел Рен йде в міську раду і зачитує кілька псалмів із Біблії, щоб процитувати біблійне значення танцю як способу радіти та святкувати. Хоча Шоу зворушений, рада голосує проти пропозиції Рена. Ві підтримує цей рух і пояснює Шоу, що він не може бути батьком для кожного жителя містечка.
Шоу не може змусити себе змінити свою позицію. Наступного дня він бачить, як члени його громади спалюють бібліотечні книги, які, як вони стверджують, небезпечні для міської молоді. Розуміючи, що ситуація вийшла з-під контролю, Шоу зупиняє спалення книжок, докоряє людям і відправляє їх по домівках.
Наступної неділі Шоу просить парафіян помолитися за старшокласників, які влаштовують вечір випускників на борошномельному млині недалеко від Бомонта. У ніч випускного балу Шоу і Ві перебувають поруч із млином і вперше за багато років танцюють. Чак і його друзі приїжджають і нападають на Вілларда; Рен приходить вчасно, щоб зрівняти шанси й вирубати Чака. Рен, Еріел, Віллард і Расті повертаються на вечірку і щасливо танцюють усю ніч безперервно.

## У ролях
- Кевін Бейкон — Рен Маккормак
- Лорі Сінгер — Еріел Мур
- Джон Літгоу — преподобний Шоу Мур
- Даян Віст — Ві Мур
- Кріс Пенн — Віллард Г'юїтт
- Сара Джессіка Паркер — Расті
- Джон Лофлін — Вуді
- Джим Юнгс — Чак Кренстон
- Лін Марта — Лулу Ворнікер
- Френсіс Лі Маккейн — Етель Маккормак

## Знімальна група
- Режисер — Герберт Росс
- Сценарій — Дін Пітчфорд
- Продюсери — Льюїс Дж. Рахміл, Крейг Задан
- Оператор — Рік Вейт
- Композитор — Том Сноу, Джим Стейнмен, Кенні Логгінс, Дін Пітчфорд, Майлз Гудмен
- Монтаж — Пол Гірш